# Camí de Comiols

El Camí de Comiols, respecte del terme d'Abella de la Conca

El Camí de Comiols és una pista rural transitable amb vehicles tot terreny que discorre pels termes municipals d'Abella de la Conca, i Isona i Conca Dellà (antics termes d'Isona) i Benavent de Tremp, al Pallars Jussà i la Baronia de Rialb, de la Noguera.
Arrenca del Coll d'Espina, a ponent de Cal Curt, i pren la direcció sud-sud-est, traçant alguns revolts, per anar decantant-se més decididament cap a migdia. Passa a llevant de la Serra de les Carboneres, i al coll que hi ha entre l'Estadella (a llevant) i la Corona (a ponent). Se'n va cap a ponent del Clot de Batllés, passant pel mig del Bosc del Cimadal, a ponent de l'Obac del Cimadal. Des d'aquest lloc davalla cap al sud-oest fent algunes ziga-zagues, fa la volta al Clot de la Pleta, i emprèn pel costat de llevant de la Serra de Benavent, entrant en el terme de la Baronia de Rialb, de la Noguera. Fa la volta pel vessant oriental d'aquesta darrera serra, passant a prop i a llevant del Cogulló de Sant Quiri. Encara pel costat oriental de la Serra del Grau de Moles, per l'extrem nord-occidental de la Serra de la Treita, on gira cap a ponent, passa pel costat de la Gavarnera, al sud de l'Abudell, i al Serrat de la Socarrada enllaça amb el Camí de la Gavarnera, on acaba el seu recorregut, a llevant del Roc de Benavent.

## Etimologia
Aquest camí pren el nom del poble al qual menava. Es tracta d'un topònim romànic modern de caràcter descriptiu.